# كازوناري نينوميا
كازوناري نينوميا (باليابانية: 二宮和也 ) (و. 1983  م) هو مغني، وكاتب أغاني، ومؤدي أصوات، وممثل مسرحي، وممثل أفلام ياباني، ولد في كاتسوشيكا، طوكيو، يستخدم آلات قيثارة.

## وصلات خارجية
- كازوناري نينوميا على موقع IMDb (الإنجليزية)
- كازوناري نينوميا على موقع ألو سيني (الفرنسية)
- كازوناري نينوميا على موقع ميوزك برينز (الإنجليزية)
- كازوناري نينوميا على موقع أول موفي (الإنجليزية)
- كازوناري نينوميا على موقع قاعدة بيانات الفيلم (الإنجليزية)
- كازوناري نينوميا على موقع كينوبويسك (الروسية)
- كازوناري نينوميا على موقع ANN person (الإنجليزية)